# Nové Veselí
Nové Veselí (německy Neuwesseln) je městys v jižní části okresu Žďár nad Sázavou v Kraji Vysočina. Obcí protéká řeka Oslava, která pramení poblíž v rybnících Matějovském, Veselském a Babíně. Žije zde přibližně 1 400 obyvatel.
Známým obyvatelem obce je bývalý český prezident Miloš Zeman, který trávil čas v jedné části místní tvrze. Z tohoto důvodu byla obec několikrát v médiích označena jako „Zemanovo Veselí“.
V roce 2019 získala obec ocenění v soutěži Vesnice Vysočiny 2019, konkrétně obdržela Bílou stuhu za činnost mládeže.

## Historie
První písemná zmínka o obci pochází z roku 1377 (et Wessele villa), kdy Jan mladší z Meziříčí daroval svému strýci Janovi staršímu z Meziříčí ves Veselí (k darování mělo dojít již v roce 1368, zapsáno ale bylo až v roce 1377).
V roce 1529 bylo Veselí označeno jako městečko, v roce 1552 byl vytvořen Novoveselský statek, který zanikl až v roce 1745, kdy byl vymazán ze zemských desk. 16. května 1563 obdrželo Veselí právo várečné. Od roku 1563 se začal užívat název Nové Veselí, kdy zároveň městečko dostalo i novou pečeť – stříbrnou mříž na červeném řetězu, kterou dole drželi dva lvi. Ve stejném roce ale Nové Veselí dostalo výměnou za právo várečné od Zikmunda Helta z Kementu Kněžský rybník. Po Zikmundově smrtí držela městečko jeho manželka Alena Berková z Meziříčí společně se svým druhým manželem, Václavem Berkou z Dubé a Lipé. Roku 1709 se sídlo stává součástí panství cisterciáckého kláštera ve Žďáře nad Sázavou s hospodářským dvorem, mlýnem a cihelnou. 
Roku 1928 byla postavena škola, 1936 sokolovna a 2007 sportovní hala. Od 10. října 2006 byl obci vrácen status městyse. V letech 2006–2010 působil jako starosta Ivo Jonák, od roku 2010 tuto funkci zastává MVDr. Zdeněk Křivánek. V městysi sídlí firma Efko, která od roku 2010 vyrábí známou hračku Igráček.
V roce 2018 získala obec ocenění v soutěži Vesnice Vysočiny 2018, konkrétně obdržela Diplom za příkladnou ekologickou výchovu mládeže.

## Obyvatelstvo
| Rok            | 1869 | 1880 | 1890 | 1900 | 1910 | 1921 | 1930 | 1950 | 1961 | 1970 | 1980  | 1991  | 2001  | 2011  | 2021  |
| -------------- | ---- | ---- | ---- | ---- | ---- | ---- | ---- | ---- | ---- | ---- | ----- | ----- | ----- | ----- | ----- |
| Počet obyvatel | 838  | 983  | 878  | 985  | 878  | 832  | 774  | 791  | 932  | 945  | 1 091 | 1 170 | 1 223 | 1 238 | 1 295 |
| Počet domů     | 132  | 135  | 136  | 134  | 134  | 136  | 141  | 172  | 184  | 198  | 246   | 288   | 305   | 341   | 369   |

## Správa městyse

### Symboly městyse
Původním znakem městečka byl červený štít se stříbrným křídlem z erbu pánů z Meziříčí (rodové větve pánů z Lomnice, vymřelé na konci 14. století), jaký dosud užívá město Velké Meziříčí. V roce 1563 byl králem Ferdinandem I. na žádost majitele panství, původem uherského šlechtice a českého místokancléře Zikmunda Helta z Kementu (1514-1564), udělen stávající znak (vycházející v pozměněných tinkturách i počtech figur z jeho erbu dřevěné okované padací mříže ve stříbrném štítě a zlatého lva s mečem na přilbě). Vlajka byla městysi udělena rozhodnutím předsedy Poslanecké sněmovny Parlamentu České republiky dne 4. června 1998.

## Školství
- Základní škola a Mateřská škola Nové Veselí

## Pamětihodnosti

### Zámeček
Často uváděná zmínka o zdejší tvrzi k roku 1447 při prodeji meziříčského panství Jiřím z Kravař Janovi staršímu z Lomnice je mylná, v prodejním smlouvě není její existence zmíněna. Vzniká snad teprve na přelomu 15. a 16. století, kdy je Novoveselsko na krátký čas od Meziříčí odděleno. Po Janovi Meziříčském z Lomnice po němž ji zdědil roku 1515 Vilém Meziříčský z Lomnice. Roku 1564 přestavěla Alena Berková tvrz na renesanční zámek obdélníkové dispozice se subtilní hranolovou věží. Berkům patří Nové Veselí do roku 1709, když jej František Antonín Berka roku 1706 odkazuje neteři Františce, provdané za Viléma Leopolda Kinského, která jej roku 1709 prodává žďárskému klášteru. Po zrušení kláštera přešel zámek do náboženského fondu, odkud jej roku 1793 vydražil mlynář Matěj Růžička, který jej rozdělil na čtyři obytné části. Krátce nato byla východní polovina budovy zbořena, a odstraněno bylo také horní patro s reprezentativně vybavenými místnostmi. Dnes se tak z někdejšího zámku zachovala pouze jeho menší část.

### Ostatní pamětihodnosti
- barokní kaple svatého Rocha z 1680, 1889 dostavěn vstup s věží
- sloupková boží muka z roku 1698
- kostel svatého Václava (barokní jednolodní z roku 1752) byl vysvěcen 1757, autorem výzdoby oltářů je Ignác Josef Weidlich
- socha svatého Jana Nepomuckého, Socha svatého Floriána a Panny Marie u kostela svatého Václava
- barokní fara (1784) s mansardovou střechou a starý hřbitov
- oltář z roku 1800 v kostele, autor obrazů je Josef Ignác Havelka
- kamenný kříž u kostela z roku 1860 (Sedmimetrový žulový kříž je z 1 kusu kamene)
- renesanční zámeček s renesančními portály a arkádovou chodbou z 1564
- vodní mlýn č.p. 104, se zachovalou sgrafitovou výzdobou na fasádě
- stará rychta (dnes čp. 8)
- radnice (bývalá škola) z roku 1822

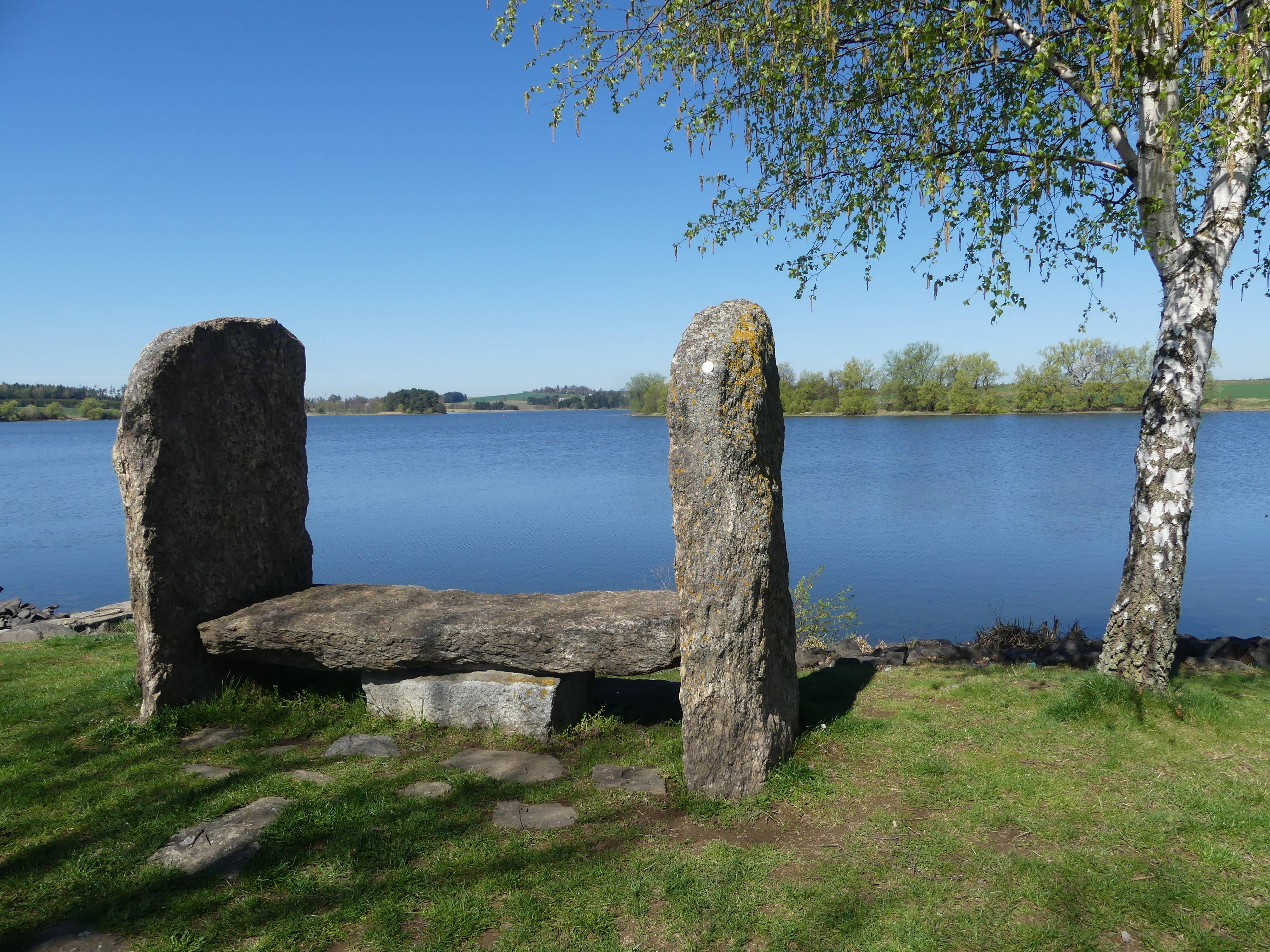
Veselský rybník v pozadí s kamennou lavicí.

- Veselský rybník v pozadí s kamennou lavicí.Veselský rybník velikosti 87,2 ha. Založen na přelomu 15. a 16. století Janem z Pernštejna. [18]

## Rodáci
- Julius Pelikán (1887–1969), akademický sochař
- Isaac Jan Hodovský (1617–?), autor spisu Typica delineatio immolationis
- Vilém Volmann (1868–1913), řezbář a sochař
- Bedřich Jerie (1868–1913), učitel
- Bedřich Jerie (1885–1965), evangelický farář a spisovatel
- Jindřich Šilhan (1917–1989), římskokatolický kněz, amatérský historik
- Alois Pohanka (* 1919)
- Vlastimil Večeřa (1921–1987), sochař

## Galerie

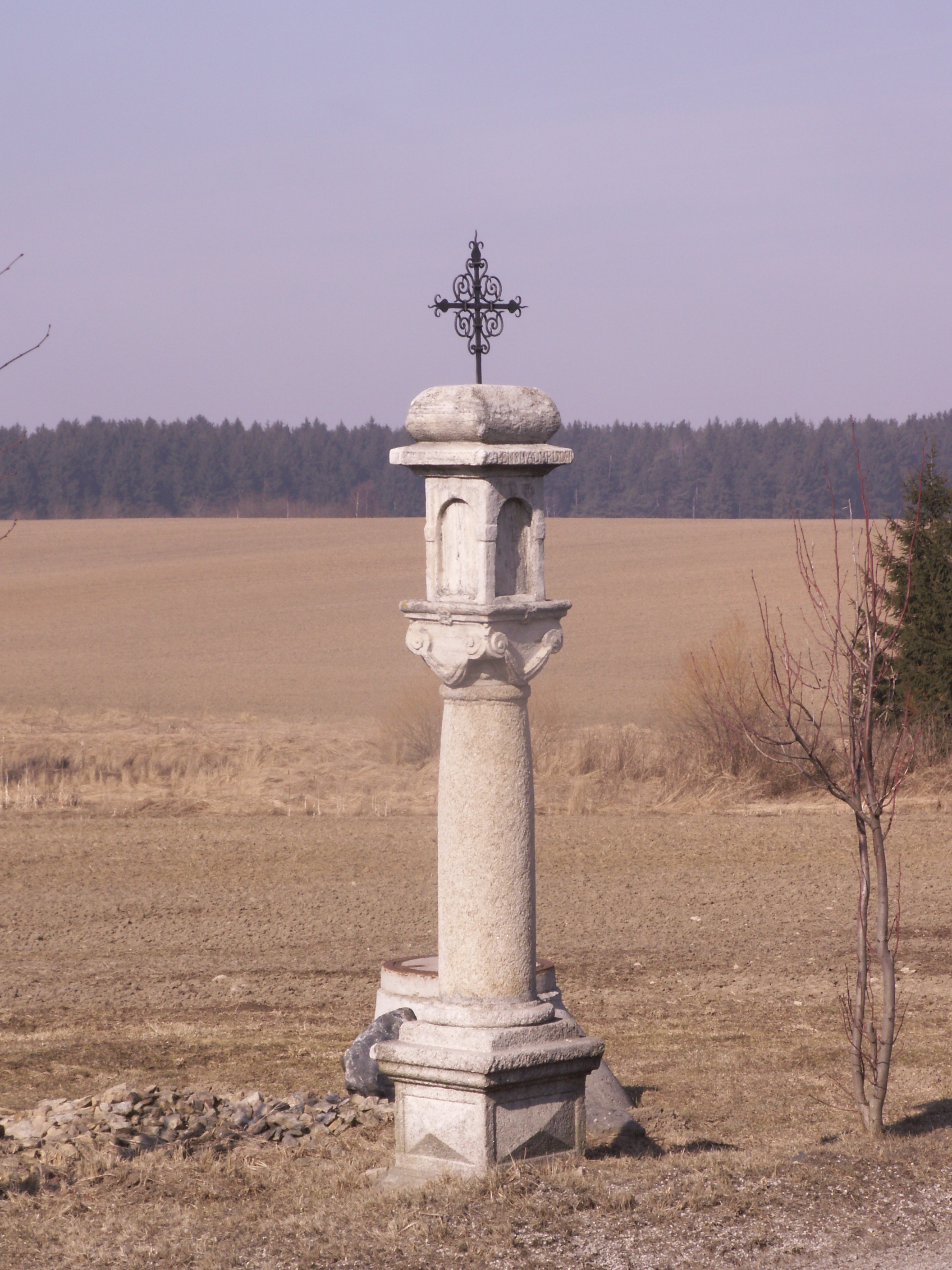
Boží muka při silnici do Budče
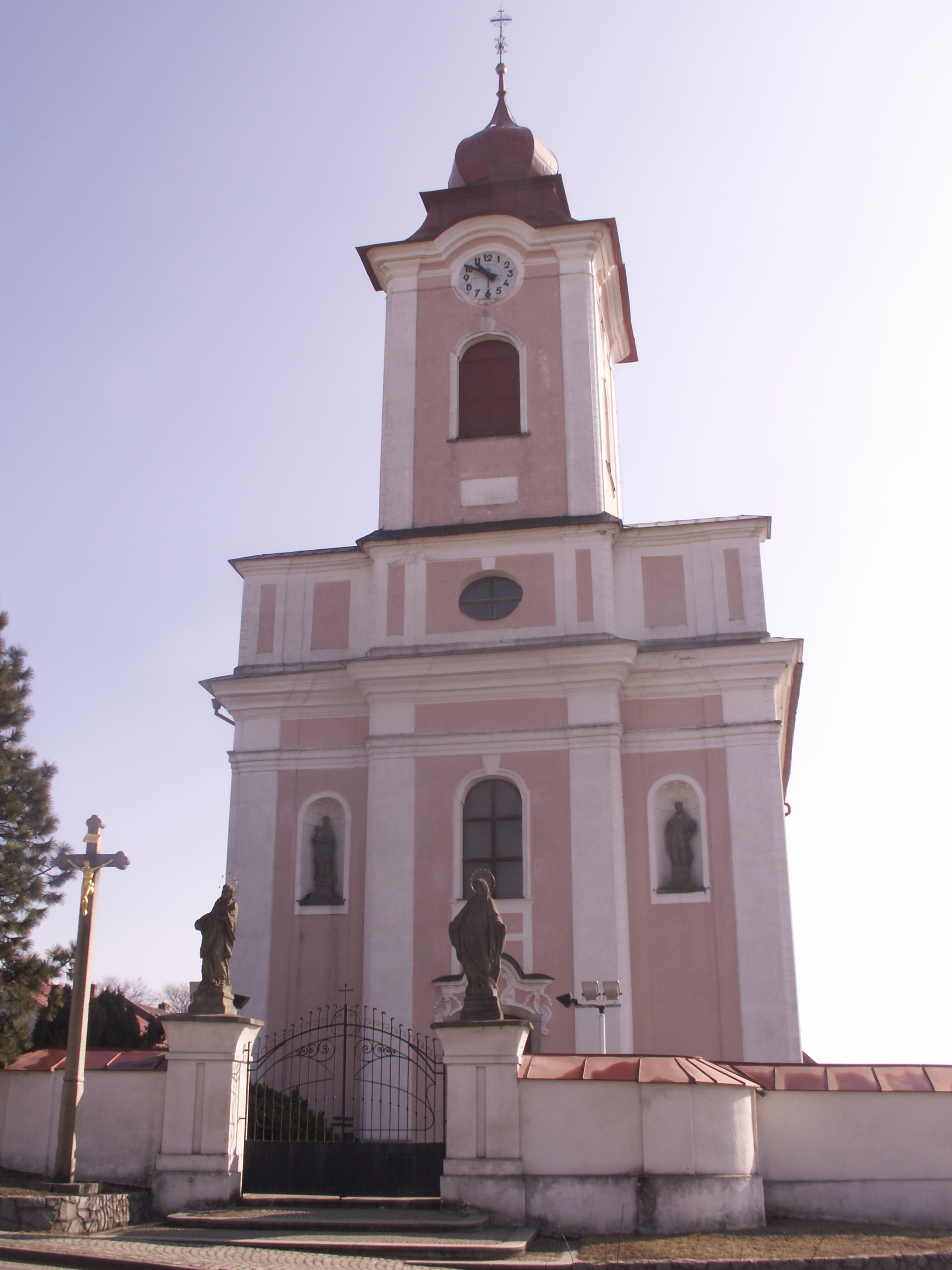
Kostel svatého Václava
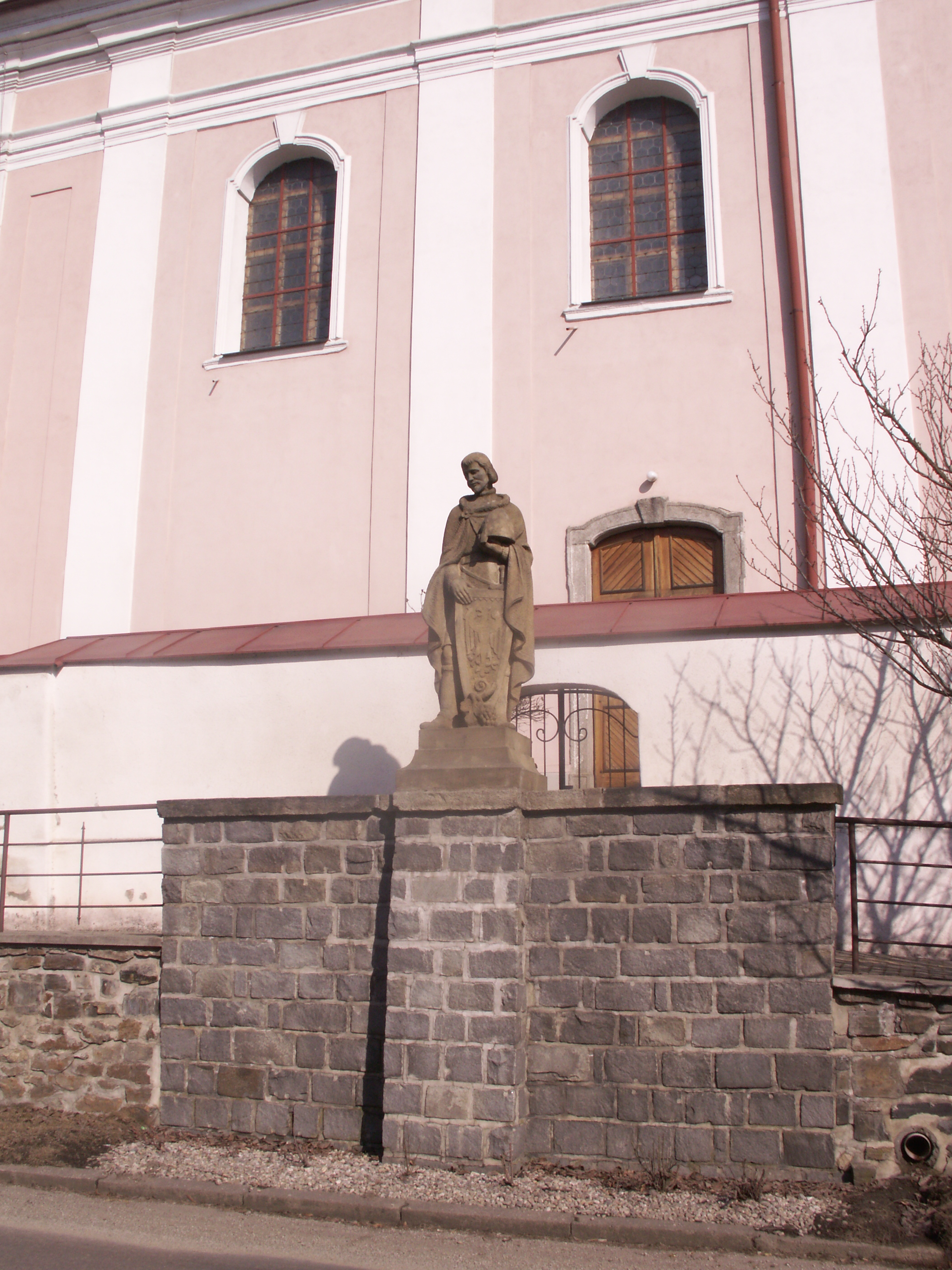
Socha svatého Václava u bočního vstupu do kostela
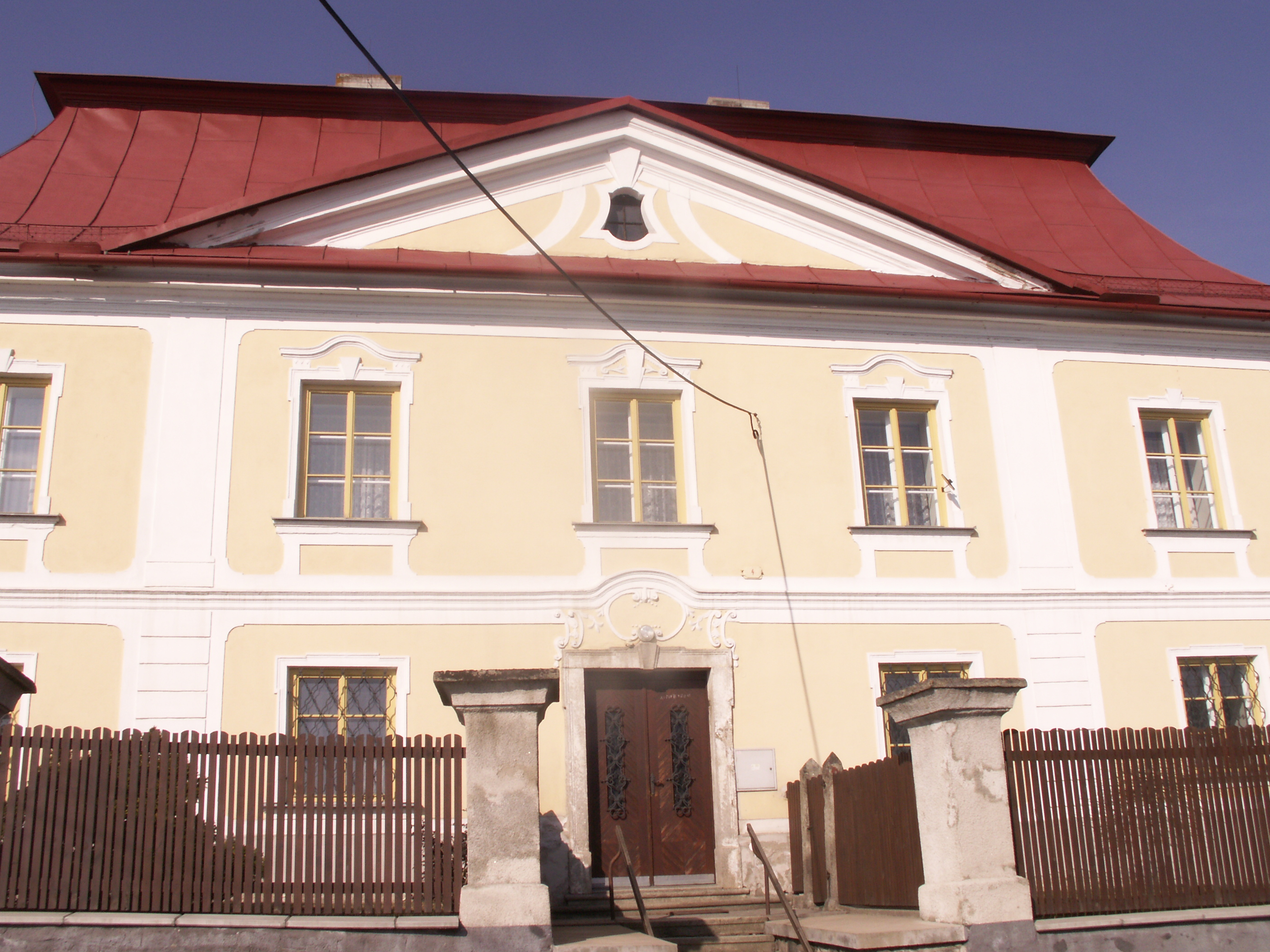
Barokní fara
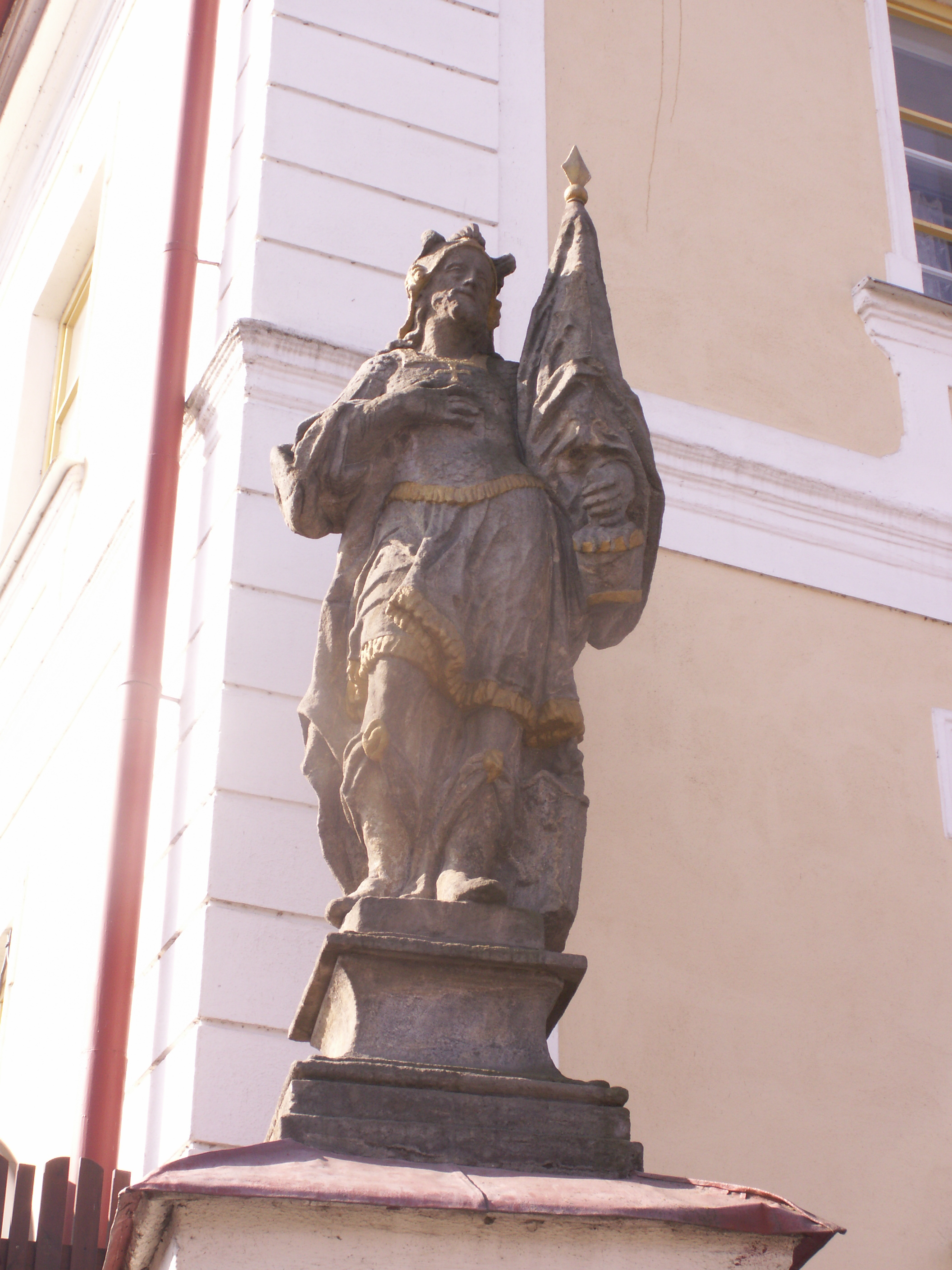
Socha svatého Floriána před farou
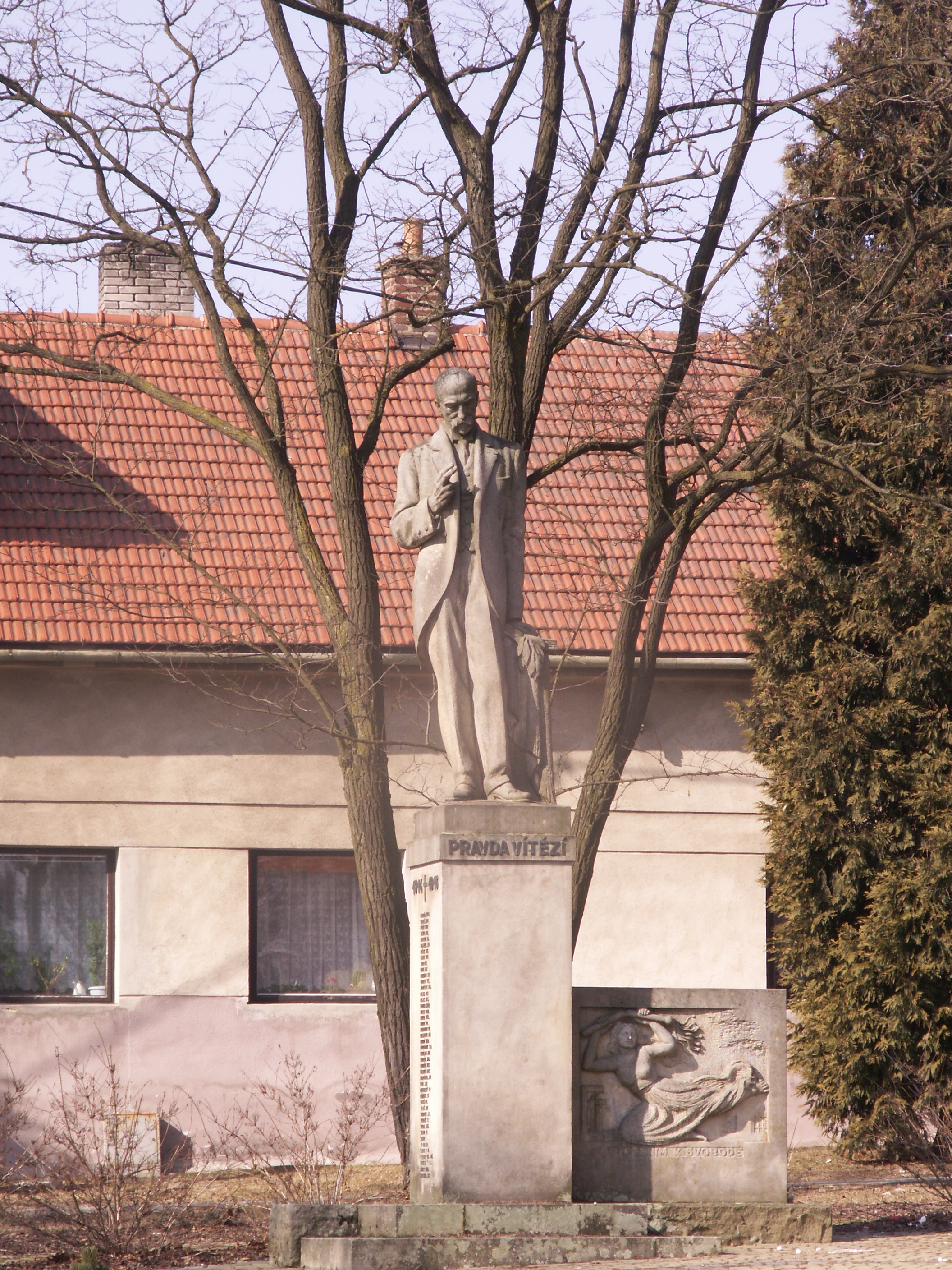
Socha T. G. Masaryka s památníkem padlým
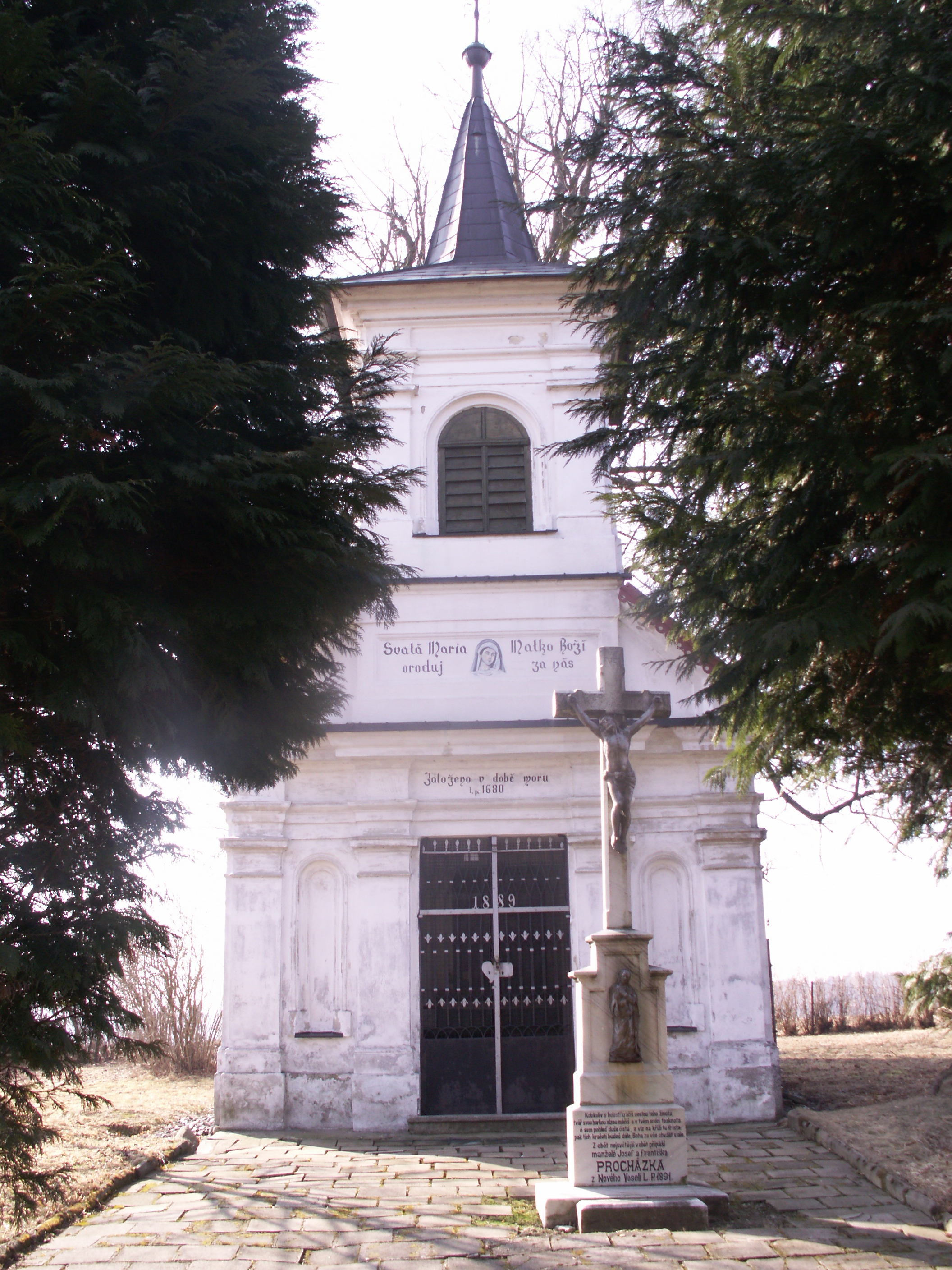
Kaple svatého Rocha